# رينيه لويش ديفونتين
رينيه لويش ديفونتين (بالفرنسية: René Louiche Desfontaines)‏ عالم نبات فرنسي ولد في 14 شباط 1750 في مقاطعة بريتاني في غرب فرنسا، وتوفي في 16 تشرين الثاني 1833 في باريس. بعد دراسة الطب، درس ديفونتين التاريخ الطبيعي على يد برنار دو جوسيو. كان عضواً في أكاديمية العلوم وأكاديمية الطب
ساعده لويس غيوم لو مونييه (1717-1799) ليقوم بمهمة علمية في أفريقيا الشمالية حيث بقي حوالي 3 سنوات ( من 1783 إلى 1786)فزار مناطق عدة في تونس و الجزائر و درس نباتاتها و كتب ذلك في كتاب Flore atlantique (1798), 2 vol. in-4, avec planches. كما قام عضو المعهد الفرنسي ديرو دو لامال Durreau de la Malle بطبع ملاحظاته في كتاب تاريخي جغرافي اثنوغرافي Fragmens d'un voyage dans les régences de Tunis et d'Alger, fait de 1783 à 1786
ساهم في تصنيف النباتات، ووفاءً لذكراه سمي الجنس النباتي ديفونتين (باللاتينية: Desfontainia) على اسمه.

## روابط خارجية
- رينيه لويش ديفونتين على موقع إن إن دي بي (الإنجليزية)